# يو هاي
يو هاي (بالصينية: 于海)، من مواليد 4 يونيو 1987 في لويانغ في الصين، لاعب كرة قدم صيني. بدأ مسيرته الكروية مع نادي شانشي زهونغشين في عام 2004، ، وهو يلعب معهم حتى الآن.. و قد بدأ باللعب مع منتخب الصين لكرة القدم في عام 2009.

## أهدافه الدولية
آخر خر تحديث: 13 يونيو 2011
| # | موعد       | المكان  | الخصم          | النتيجة | الحصيلة | المسابقة                                  |
| - | ---------- | ------- | -------------- | ------- | ------- | ----------------------------------------- |
| 1 | 2009-7-25  | تيانجين | قرغيزستان      | 3–0     | 3–0     | مباراة ودية                               |
| 2 | 2009-9-30  | هوهوت   | بوتسوانا       | 4–0     | 4–1     | مباراة ودية                               |
| 3 | 2009-11-14 | بيروت   | لبنان          | 1–0     | 2–0     | تصفيات كأس الأمم الآسيوية لكرة القدم 2011 |
| 4 | 2010-02-10 | طوكيو   | كوريا الجنوبية | 1–0     | 3–0     | بطولة شرق آسيا لكرة القدم 2011            |
| 5 | 2010-08-11 | ناننينغ | البحرين        | 1–0     | 1–1     | مباراة ودية                               |
| 6 | 2010-12-18 | زوهاي   | إستونيا        | 2–0     | 3–0     | مباراة ودية                               |
| 7 | 2011-01-16 | الدوحة  | أوزبكستان      | 1–0     | 2–2     | كأس الأمم الآسيوية لكرة القدم 2011        |
| 8 | 2011-06-02 | كونمينغ | سنغافورة       | 2–1     | 2–1     | تصفيات بطولة كأس العالم لكرة القدم 2014   |

## روابط خارجية
- يو هاي على موقع الاتحاد الدولي (مؤرشف)  (الإنجليزية)
- يو هاي على موقع قاعدة بيانات كرة القدم.إي يو (الإنجليزية)
- يو هاي على موقع ناشيونال فوتبول تيمز (الإنجليزية)
- يو هاي على موقع Soccerway.com (الإنجليزية)
- يو هاي على موقع كووورة
- يو هاي على موقع اللجنة الأولمبية الصينية (الإنجليزية)